# Emmental
Emmental (sau Emmentaler) este o brânză tare, cu pastă presată și fiartă, originară din Elveția, din valea râului Emme, situată în cantonul Berna. Această regiune a dat și numele brânzei – „Emmental” înseamnă literalmente „vale(a) Emme(i)”.
Este una dintre cele mai emblematice brânzeturi elvețiene și a devenit atât de populară încât astăzi este produsă, sub nume similare, în mai multe țări. Totuși, doar varianta elvețiană autentică poartă denumirea de „Emmentaler AOP”.

## Originea istorică
Primele dovezi ale producerii brânzei în regiunea Emmental datează din secolul al XIII-lea, dar brânza cunoscută azi ca Emmental s-a stabilit ca tip distinct în secolul al XV-lea. Fermierii din zonă foloseau laptele de vacă obținut în timpul pășunatului pentru a produce roți mari de brânză, care să reziste la transport și păstrare. Această tradiție s-a păstrat până astăzi.

## Caracteristici și proces de producție
- Tip: brânză tare, maturată
- Lapte: integral, de vacă, nepasteurizat
- Textură: fermă, elastică
- Gust: ușor dulceag, cu arome de nuci și smântână, mai intens la variantele maturate

Găurile caracteristice, numite „ochiuri”), apar în mod natural în timpul fermentării, datorită activității bacteriei Propionibacterium freudenreichii, care produce dioxid de carbon.
Roțile de Emmental pot cântări între 75 și 120 kg, având un diametru de 80–100 cm și o grosime de 10–15 cm.
Maturarea durează minim 4 luni. Variantele maturate mai mult (până la 14 luni) sunt mai uscate și au gust mai intens – denumite adesea „Emmentaler Réserve”.

## Protecție și denumire controlată
AOP (appellation d'origine protégée⁠(d)) a fost obținut în 2000. Doar brânza produsă în mod tradițional în regiunile desemnate din Elveția și cu metode stricte poate purta denumirea „Emmentaler AOP”.

## Utilizare culinară, reputație și răspândire
Emmental este o brânză extrem de versatilă:
- Fondue elvețian – component esențial alături de Gruyère
- Sandwich-uri calde – precum croque-monsieur
- Omlete, sufleuri, gratinuri
- Salate reci cu brânză
- Răzuită peste paste sau legume coapte

Este considerată „regele brânzeturilor elvețiene”. De-a lungul timpului, a devenit atât de răspândită încât multe versiuni industriale din alte țări (ex: Germania, Franța, SUA) poartă numele „emmental” sau „emmentaler”, dar nu respectă standardele AOP. Autenticitatea Emmentaler AOP elvețian este garantată de dimensiuni, gust, rețetă tradițională și certificare oficială.